# Victor Thorén
Ernst Victor Thorén, född 20 september 1879 i Linköping, död 13 oktober 1948 i Göteborg, var en svensk skådespelare. 

## Biografi
Thorén studerade vid Kjellbergs Handelsinstitut, blev anställd hos K. M. Lundberg i Stockholm och därefter elev vid Dramatiska teatern 1897. Efter engagemang vid Albert Ranfts teatersällskap kom han 1904 till Göteborg. Där blev han en av Axel Engdahls mest kända och omtyckta artister på Folkteatern. Efter Engdahls död 1922 fortsatte Thorén med revyer på Nya teatern och på Folkteatern samt med folklustspel på Slottskogsteatern.
Han medverkade i tretton filmer under åren 1925-1941 och spelade 1913 in bland annat sju Engdahlsvisor. Ytterligare skivinspelningar följde i slutet av 1930-talet.   

### Familj
Victor Thorén var son till musikern Ernst Thorén och Hilma Wåhlander. Han gifte sig den 7 december 1906 med Ellen Gustafsson (1884-1974), även hon med engagemang hos Axel Engdahl. De fick sonen Tore, som även han blev skådespelare.

## Filmografi
- 1946 – Pengar - en tragikomisk saga
- 1944 – Flickan och Djävulen
- 1943 – Prästen som slog knockout
- 1943 – Älskling, jag ger mig (film, 1943)
- 1943 – I mörkaste Småland
- 1942 – Tre skojiga skojare
- 1942 – Sexlingar
- 1941 – Gentlemannagangstern
- 1941 – Striden går vidare
- 1941 – Hem från Babylon
- 1940 – Kronans käcka gossar
- 1940 – Hennes melodi
- 1939 – Adolf i eld och lågor
- 1938 – På kryss med Albertina
- 1938 – Med folket för fosterlandet
- 1937 – Ryska snuvan
- 1937 – Konflikt
- 1935 – Ebberöds bank
- 1925 – Skärgårdskavaljerer

## Teater

### Roller
| År   | Roll        | Produktion                                   | Regi          | Teater                                        |
| ---- | ----------- | -------------------------------------------- | ------------- | --------------------------------------------- |
| 1916 |             | Flickorna från Askersund, revy Axel Engdahl  |               | Folkteatern, Göteborg                         |
| 1917 | Medverkande | Atlanten vid Kristinehamn, revy Axel Engdahl |               | Folkteatern                                   |
| 1919 | Medverkande | Kaos eller Ta't lätt, revy Axel Engdahl      |               | Folkteatern, Göteborg/ Folkteatern, Stockholm |
| 1919 | Medverkande | Hembränt, revy David Gustafsson              | Erik Berglund | Nya teatern, Göteborg                         |

## Radioteater

### Roller
| År   | Roll     | Produktion | Regi |
| ---- | -------- | --- | ---- |
| 1941 | Kolingen | Bliv er själv eller pengarna tillbaka! Ett besök på psykiska korrektionsinstitutet, radiokabaret Nils-Georg, Einar Hylin och Nils Söderman |      |